# Lombardia
Lombardia (IPA: [lombar'di:a], lombardul: Lombardìa, Lumbardìa vagy Lumbardéa) régió Olaszország északi részén, amely nevezetes gyönyörű természeti tájairól, mint a Comói- és Garda-tó, valamint történelmi városairól is egyaránt. Emellett fontos ipari és gazdasági központ, jelentős szerepet játszik Olaszország gazdaságában. 23 861 km²-es területével Olaszország negyedik legnagyobb régiója, ezzel az ország területének mintegy 7,9%-át fedi le. Közel 10 millió fős lakosságával pedig az ország legnépesebb része, ezzel az Olaszország népességének 17%-ával rendelkezik. Népsűrűsége bőven az országos felett van.
Nyugatról Piemont, északról Svájc, keletről Trentino-Alto Adige (Dél-Tirol) és Veneto, délről pedig Emilia-Romagna határolja. Székhelye "a divat fővárosának" is nevezett Milánó, amely elsősorban a divat és design nemzetközi központjaként ismert, ahol rangos eseményeket, például a Milánói Divathetet rendezik meg. Emellett híres kulturális nevezetességeiről, mint a Milánói dóm, a La Scala operaház és itt található meg Leonardo da Vinci Utolsó vacsora című freskója is. De nevezetesebb települései közé tartozik Bergamo, amely különleges hangulatú óvárosáról, a dombtetőn fekvő Città Alta-ról és gazdag zenei hagyományairól ismert, Brescia, amely római kori emlékeivel, ipari jelentőségével és kulturális fesztiváljaival tűnik ki, Mantova pedig a reneszánsz idején élte virágkorát, a Gonzaga-család mecénási tevékenységének köszönhetően, és ma is fontos művészeti és történelmi központ.
Olaszország északi részén helyezkedik el, az Alpok déli lejtőitől a Pó-síkságig terjed. Északon hegyvidéki területek jellemzik, ahol magas csúcsok és gleccserek találhatók, míg középső és déli részein síkvidékek uralkodnak. A régiót több jelentős folyó szeli át, köztük a Pó, az Adda és a Ticino. Lombardia híres tavairól is, mint a festői Comói-, Garda- és Iseói-tó, amelyek turisztikai szempontból is fontosak. Az éghajlat változatos: az alpesi területeken hűvös és csapadékos, míg a síkságon kontinentális jellegű, forró nyarakkal és hideg telekkel. A régió földrajzi sokszínűsége lehetővé teszi a mezőgazdaság, az ipar és a turizmus egyidejű fejlődését. Emellett kedvező fekvése miatt Lombardia fontos közlekedési és gazdasági csomópont Európában.
Lombardia gazdag és sokszínű történelme az ókortól napjainkig nyúlik vissza. A területet eredetileg kelták és etruszkok lakták, majd a rómaiak hódították meg, akik fontos kereskedelmi és katonai központtá fejlesztették. A középkorban Lombardia városai önálló városállamokként virágoztak, például Milánó, amely a Visconti és később a Sforza család uralma alatt jelentős politikai és kulturális központ lett. A reneszánsz idején a régió művészeti és tudományos fejlődésének központja volt. A 19. században Lombardia az olasz egységmozgalom fontos színtere volt, majd az ipari forradalom következtében gazdasági motorrá vált. A 20. században Milánó és környéke Olaszország leggazdagabb és legfejlettebb régiójává nőtte ki magát, amely ma is meghatározó szerepet játszik az ország kulturális és gazdasági életében.

## Neve
Nevét a germán longobárdokról kapta, akik a 6. században érkeztek és foglalták el a területet, megalapozva ezzel a régió középkori történelmét. A longobárdok uralma alatt Lombardia fontos politikai és katonai központtá vált, amely később a középkori városállamok fejlődésének alapját képezte.
A „Longobárd” név eredetileg a „hosszú szakállúakat” jelenti, a germán lang (hosszú) és bart (szakáll) szavakból áll össze.

## Földrajz

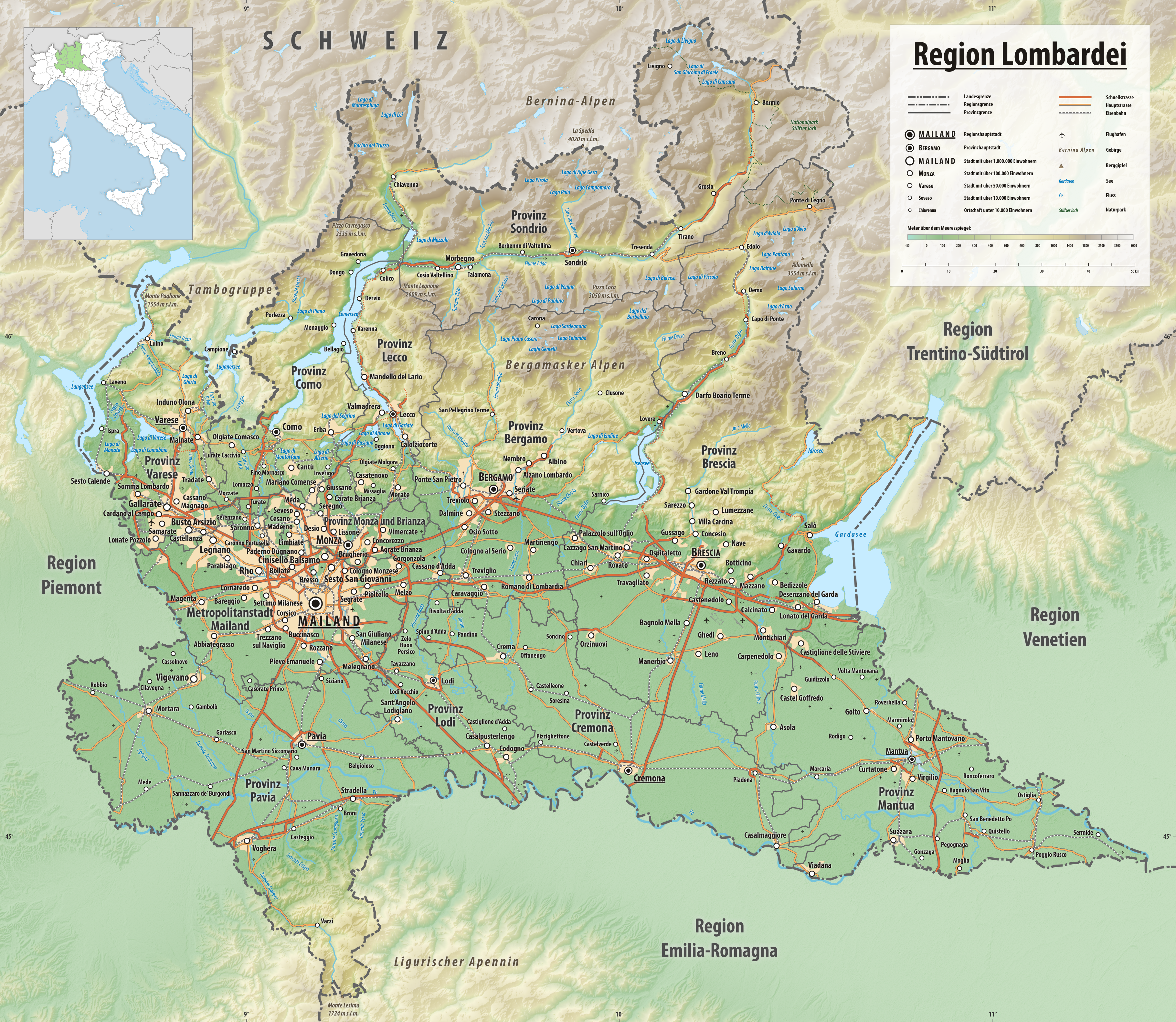
Lombardia domborzati térképe

### Fekvése
Szomszédai északon Ticino és Graubünden kantonok (Svájc), keleten Trentino-Alto Adige és Veneto, délen Emilia-Romagna, nyugaton pedig Piemont régió.
Természetes határa igen hosszú: északon az Alpok, keleten a Garda-tó (melynek partjai Trentino-Alto Adige és Veneto régióhoz is tartoznak) és a Mincio folyó, délen a Pó folyó, nyugaton a Lago Maggiore (melyen Piemont régióval és Svájccal osztozik) és a Ticino folyó.

### Tájegységei
Lombardia területe területe 23 861 km², nagyságát tekintve a 4. helyet foglalja el Olaszország 20 régiója között, Szicília, Piemont és Szardínia után. Morfológiailag meglehetősen egyszerű a táj. Területének több mint 40%-a hegyvidék. Északi része az alpesi zónához tartozik (Alpi Lepontine e Retiche). Legmagasabb pontja a Bernina masszívuma (4049 m), de több impozáns hegycsúcs magasodik 3000 m fölé, köztük a Disgrazia (3678 m) Svájc határán, az Adamello (3554 m) és az Ortles-Cevedale (3899 m) Trentino-Alto Adige határán. Az Alpok déli irányban az Előalpok központi zónájában folytatódik, míg még délebbre a dombok veszik át helyét, mint a Brianza, a Varesotto stb. A déli területek fennmaradó része (Lombardia több mint 47%-a) síkság, és a Pó-síkságnak (Pianura Padana) a központi részét képezi. Az Oltrepo Pavese nevű területen már az Emiliai-Appenninek húzódnak, a hegység legmagasabb pontja a régióban a Lesima hegye (1724 m).
Alpok
A lombardiai Alpokat völgyek rendszere tagolja, Valtellina völgyétől kezdődően (ez a leghosszabb és legfontosabb az olasz Alpok rendszerében) egészen a Camonica-völgyig, amelyeket majdnem mindenütt a Pó folyó bal oldali mellékfolyói törik át. A legfontosabb nemzetközi átkelőhely a Splügen-hágó (passo dello Spluga) 2118 m magasságban Svájc határán. Az ország területén belül érdemes megemlíteni a Stelvio (2759 m) és a Tonale (1883 m) völgyeit, melyek elválasztják Lombardia földjét Trentino-Alto Adigétől. E területek mindig igen fontosak voltak a régió gazdasága, illetve közlekedése tekintetében.
Előalpok

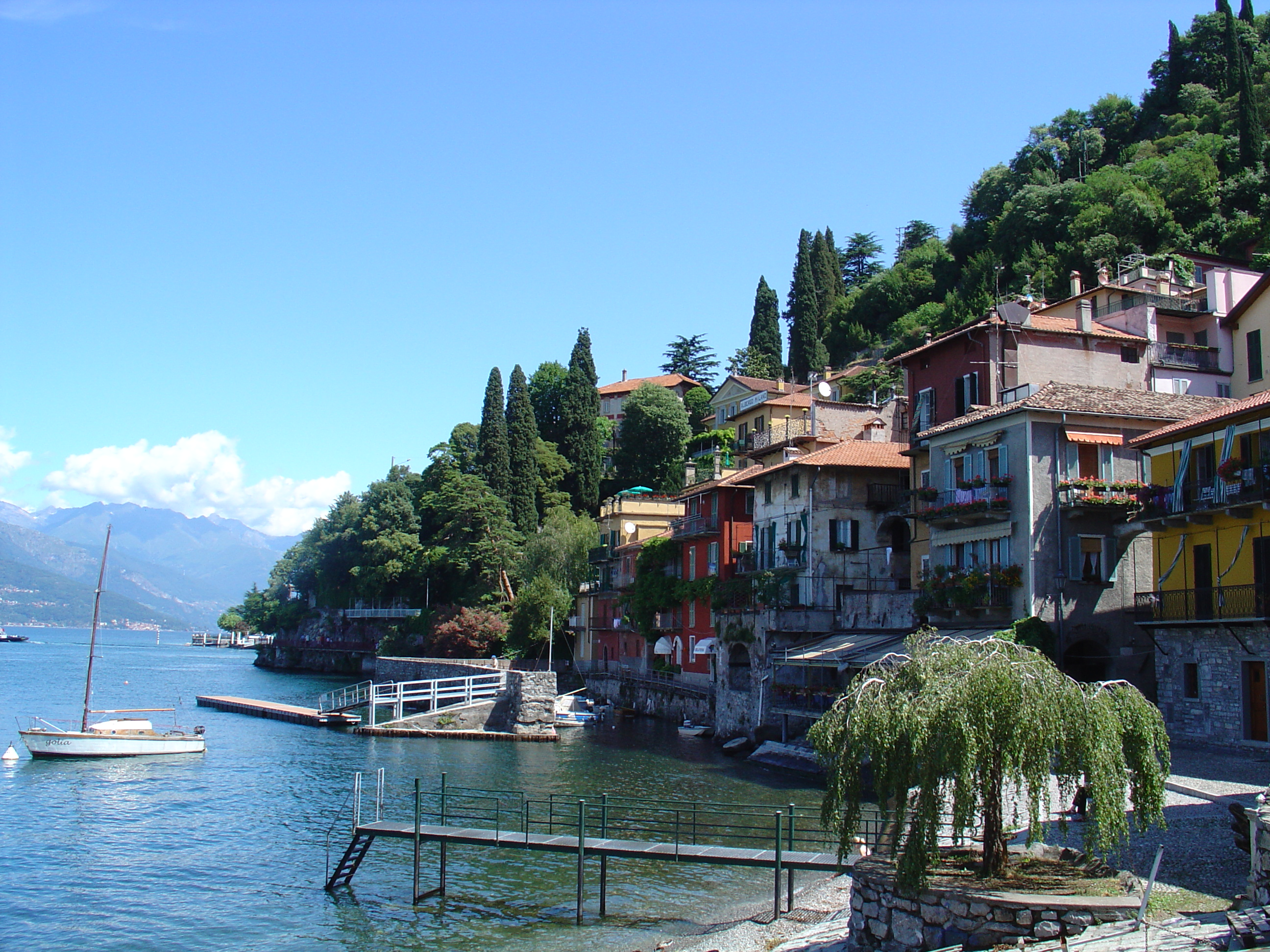
A Comói-tó

A lombardiai Előalpok (Prealpi) megszakítás nélkül tartanak a Lago Maggiorétól a Garda-tóig (lago di Garda). Csúcsai alacsonyabbak, mint az Alpokéi, általában több a növényzet, de nem hiányoznak a mészkőmasszívumok sem, mint a Grigne (2410 m), a Resegone (1875 m) és legkeletebbre a Pizzo della Presolana (2521 m). Az Előalpok déli irányban a Pó-síkság felé egyre alacsonyabbá válik.
Pó-síkság
A Pó-síkság a pleisztocén korban keletkezett. Lombardia területén, akárcsak Venetóban és Piemontban, két részre osztható, egy északi vidékre (l'alta pianura) és egy délire (bassa pianura), amely vizekben gazdag.

### Vízrajz

#### Folyói és csatornái
Lombardia valószínűleg Itália folyókban leggazdagabb régiója. Az Alpok és Előalpok számtalan, a Pó folyóhoz tartozó kisebb víz, folyó és patak forrásvidéke. A legfőbbek a Ticino (a 7. leghosszabb olasz folyó, 248 km hosszú, 7228 km² vízgyűjtő területtel) és a Mincio (196 km), az Adda (a 4. leghosszabb Olaszországban, 313 km), a Brembo és a Serio, az Oglio (az 5. leghosszabb az országban, 280 km), a Mella és a Chiese.
A régió legnagyobb csatornái: a Naviglio Grande és a Naviglio della Martesana, melyek a Ticino folyót és az Addát Milánóval kötik össze, illetve a Canale Villoresi, amely a két folyó közt létesít összeköttetést.
| Folyó     | Hosszúság (km)                    | Közepes vízhozam (m³/s) | Vízgyűjtő terület (km²)  |
| --------- | --------------------------------- | ----------------------- | ------------------------ |
| Pó        | 652 (csak Lombardia)              | 1540                    | 71 000                   |
| Adda      | 313                               | 187                     | 7979                     |
| Oglio     | 280                               | 137                     | 6649                     |
| Ticino    | 248 (Lombardia: 110 km)           | 350                     | 7228                     |
| Chiese    | 160 (részben Trentino-Alto Adige) | 36                      | 960                      |
| Agogna    | 140 (részben Piemont)             | 6                       | 995                      |
| Olona     | 131                               | 14                      | 1038                     |
| Lambro    | 130                               | 12                      | 1350                     |
| Serio     | 124                               | 23                      | 1256                     |
| Mella     | 96                                | 11                      | 1036                     |
| Terdoppio | 86 (részben Piemont)              | 3,7                     | 515                      |
| Mincio    | 75 ( részben Veneto)              | 60                      | 2859 (a Sacrával együtt) |
| Brembo    | 74                                | 30                      | 935                      |
| Staffora  | 58                                | 4,5                     | 337,5                    |
| Seveso    | 55                                | 1,8                     | 930                      |
| Cherio    | 32                                | 1,5                     | 161                      |

#### Tavai
Lombardia vízrajzának jellegzetessége az előalpesi tóvidék, amely észak–déli irányban terül el. Legfontosabb tava nyugatról kelet felé a következők: 
- A Lago Maggiore vagy Verbano (a második legnagyobb az országban, területe 212,5 km²), 80,1%-a Olaszországban, 19,9%-a Svájcban található. Az Alpok déli részétől egészen a Pó-síkság széléig terjed. Más felső-olaszországi tavakhoz hasonlóan a jégkorszaki gleccserek olvadása során alakult ki. Különösen az északi oldalról magas sziklafalak veszik körül.
- A Luganói-tó (lago di Lugano vagy Ceresio, területe 48,7 km² (18 km² Olaszországhoz, 30,7 km² Svájchoz tartozik), Nevét Lugano város nevéről kapta. Tengerszint feletti magassága 271 m, területe 48,7 km² (18 km² Olaszországhoz, 30,7 km² Svájchoz tartozik). Legmélyebb pontja 288 méter. A tó a [[Wörm-glaciális|jégkorszakhh után két gleccser összetalálkozásánál keletkezett, ezzel magyarázható több nyúlványos formája.
- A Comói-tó (lago di Como vagy Lario, Itália harmadik legnagyobb tava, területe 146 km², több mint 400 méteres mélységével Európa egyik legmélyebb tava, a tófenék több mint 200 méterrel a tengerszint alatt található. Y alakú. Északi ága Colicónál kezdődik, míg délnyugati és délkeleti ágai Comónál, illetve Leccónál végződnek.
- Az Iseói-tó (lago d'Iseo vagy Sebino, területe: 62 km²),
- A Garda-tó (lago di Garda vagy Benaco, az ország legnagyobb tava, területe 370 km²) Olaszország legnagyobb tava, az utolsó jégkorszakban képződött. Elhelyezkedésének, a mediterrán flórának és a kellemes klímának köszönhetően a Garda-tó az egyik legnépszerűbb úticél Észak-Olaszországban.

Csak a Comói-tó és az Iseói-tó helyezkedik el teljes mértékben a lombardiai régióban. A legnagyobb tavakat a Pó folyó alpesi mellékfolyói táplálják: a Ticino a Lago Maggiorét, az Adda a Comói-tavat, a Sarca a Garda-tavat. A többi előalpesi tavacska Lombardia keleti részén kis méretű és glaciális eredetű, a fontosabbak köztük a Varesei-tó (lago di Varese), a Varesotto dombjai között.

## Történelem
Az i. e. 3. században a mai régió a Római Birodalomhoz tartozott. A birodalom hanyatlása utáni időszakban a germán népek törtek be, a területet 568-ban északról, a Kárpát-medencéből az avarok elől menekülő, új hazát kereső longobárd törzsek foglalták el. Ők 774-ig uralkodtak e területek felett, amikor a Frank Birodalom megsemmisítette a longobárdok birodalmát. A Német-római Birodalom idején néhány város jelentős szerephez jutott, részben saját hercegségeket alakítottak ki, mint például a régió mai területét szinte teljesen lefedő Milánói Hercegség. Ezek aztán a 15-18. században Velence, Spanyolország, a Habsburg Birodalom és Franciaország uralma alá kerültek. 1815-ben a bécsi kongresszus döntése alapján Lombardia és Veneto közös királyság lett, az Osztrák Császárság részeként. 1859-ben az szárd–francia–osztrák háborúban elszenvedett osztrák vereség következtében a lombard régió előbb Franciaország, aztán a Szárd–Piemonti Királyság birtokává vált.
Lombardiában már a Risorgimento megvalósítása óta jelen vannak törekvések az Olaszországtól való elszakadásra. Jóllehet a helyi nemzeti mozgalmak főleg a Habsburgok elleni harcokban együttműködtek az olasz mozgalmakkal, de a lombardok többsége nem értett egyet azzal, hogy teljesen betagolódjon Olaszországba, s inkább autonómiát szerettek volna maguknak az Olasz Királyságon belül is. A 19. század végén a lombard szeparatizmus rengeteg sztrájk és több kisebb felkelés formájában nyilvánult meg. A Mussolini-rezsim igyekezett elnyomni a mozgalmakat, de felszámolni nem tudta őket. A második világháború után számos autonomista és elszakadási szervezet alakult Lombardiában, maga Matteo Salvini is egy időben a lombard függetlenség támogatói közé tartozott.  A 21. században a Pro Lombardia Indipendenza párt tett szert stabil szervezettségre. Egy 2017-es népszavazás eredményét követően a tartományt vezető politikusok tárgyalásokba kezdtek az olasz kormánnyal egy Lombardiának nyújtandó széleskörű autonómia lehetőségeiről.

## Népesség

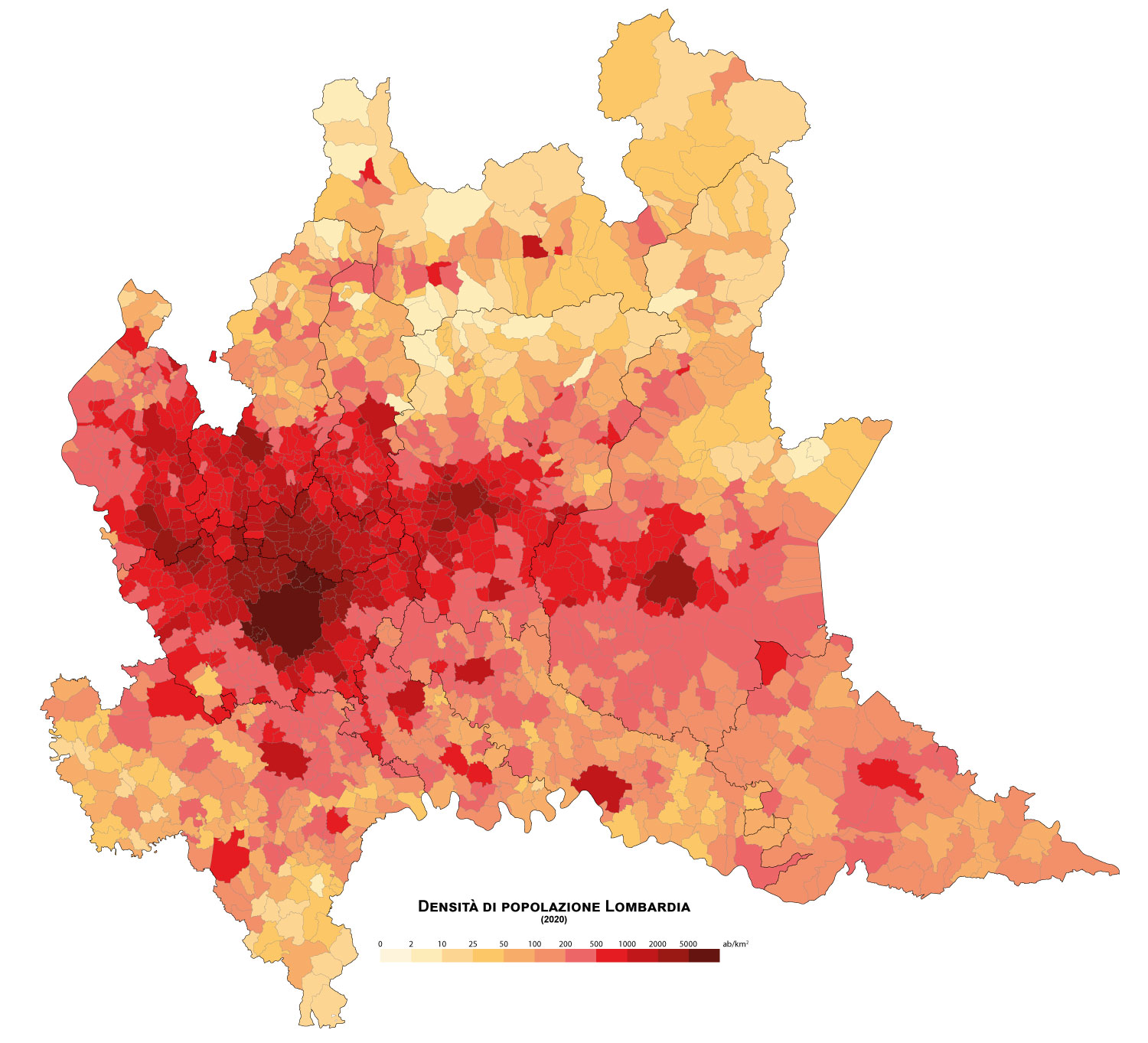
Lombardia népsűrűségi térképe

Lakossága 9 749 593 fő (2012), s ezzel Olaszország legnépesebb régiója.

### Legnagyobb városok

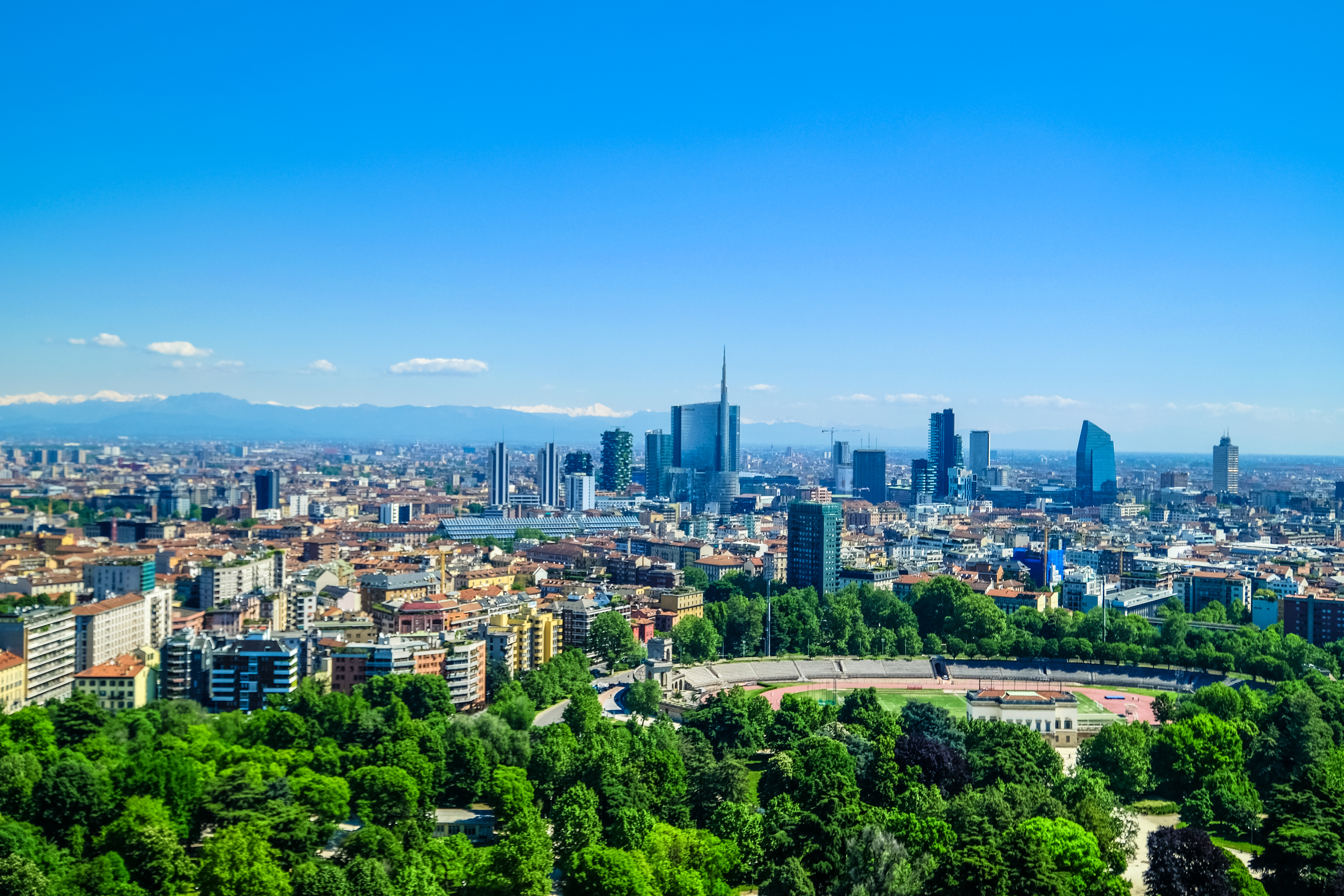
Milánó

| #   | Város              | Népesség (fő, 2024) | Terület (km²) | Népsűrűség (fő/km²) | Megye              |
| --- | ------------------ | ------------------- | ------------- | ------------------- | ------------------ |
| 1.  | Milánó             | 1 373 583           | 181,76        | 7496,43             | Milánó metropolisz |
| 2.  | Brescia            | 199 004             | 90,34         | 2176,58             | Brescia            |
| 3.  | Monza              | 123 247             | 33,09         | 3686,46             | Monza-Brianza      |
| 4.  | Bergamo            | 120 530             | 40,16         | 2983,14             | Bergamo            |
| 5.  | Como               | 83 750              | 37,12         | 2235,24             | Como               |
| 6.  | Busto Arsizio      | 83 556              | 30,66         | 2711,84             | Varese             |
| 7.  | Varese             | 78 950              | 54,84         | 1427,81             | Varese             |
| 8.  | Sesto San Giovanni | 78 414              | 11,70         | 6718,29             | Milánó metropolisz |
| 9.  | Cinisello Balsamo  | 74 972              | 12,72         | 5876,30             | Milánó metropolisz |
| 10. | Pavia              | 71 371              | 63,24         | 1120,81             | Pavia              |
| 11. | Cremona            | 71 246              | 70,49         | 995,67              | Cremona            |
| 12. | Vigevano           | 62 669              | 81,37         | 761,45              | Pavia              |

### Vallás
Lombardia a világ legnagyobb eklézsiáját alkotja, a 20. században két lombardiai pápa is állt a katolikus egyház élén: XXIII. János és VI. Pál.
A parókiák száma 3067. Ezek 10 püspökséghez tartoznak:
- Milánói érsekség (Arcidiocesi di Milano) (területe 4234 km², 1100 parókia)
- Vigevanói püspökség (Diocesi di Vigevano) (területe 1509 km², 87 parókia)
- Cremai püspökség (Diocesi di Crema) (területe 276 km², 62 parókia)
- Paviai püspökség (Diocesi di Pavia) (területe 782 km², 99 parókia)
- Cremonai püspökség (Diocesi di Cremona) (területe 1917 ², 223 parókia)
- Cómói püspökség (Diocesi di Como) (területe 4235 km², 341 parókia)
- Lódi püspökség (Diocesi di Lodi) (területe 890 km², 126 parókia)
- Bergamo püspökség (Diocesi di Bergamo) (területe 2442 km², 389 parókia)
- Bresciai püspökség (Diocesi di Brescia) (területe 4538 km², 473 parókia)
- Mantovai püspökség (Diocesi di Mantova) (területe 2080 km², 168 parókia)

Voghera környéke a Tortonai püspökség (Diocesi di Tortona) területéhez tartozik, amely azonban Liguria régióban helyezkedik el.

## Közigazgatás

Lombardia megyéi és metropolisza

Lombardia 2015 óta 11 megyéből (provincia) és egy metropoliszból (città metropolitana) áll.
| Név                   | Olasz név                          | Autó- jelzés | Székhely | Népesség (fő, 2007.08.31.) | Terület (km²) | Községek száma |
| --------------------- | ---------------------------------- | ------------ | -------- | -------------------------- | ------------- | -------------- |
| Bergamo megye         | Provincia di Bergamo               | BG           | Bergamo  | 1 053 694                  | 2723          | 243            |
| Brescia megye         | Provincia di Brescia               | BS           | Brescia  | 1 205 495                  | 4783          | 205            |
| Como megye            | Provincia di Como                  | CO           | Como     | 576 153                    | 1288          | 147            |
| Cremona megye         | Provincia di Cremona               | CR           | Cremona  | 354 062                    | 1772          | 113            |
| Lecco megye           | Provincia di Lecco                 | LC           | Lecco    | 329 880                    | 816           | 84             |
| Lodi megye            | Provincia di Lodi                  | LO           | Lodi     | 220 530                    | 782           | 60             |
| Mantova megye         | Provincia di Mantova               | MN           | Mantova  | 400 916                    | 2339          | 64             |
| Milánó metropolisz    | Città metropolitana di Milano      | MI           | Milánó   | 3 045 822                  | 1578          | 133            |
| Monza e Brianza megye | Provincia di Monza e della Brianza | MB           | Monza    | 834 577                    | 405,82        | 55             |
| Pavia megye           | Provincia di Pavia                 | PV           | Pavia    | 526 633                    | 2965          | 185            |
| Sondrio megye         | Provincia di Sondrio               | SO           | Sondrio  | 180 949                    | 3212          | 77             |
| Varese megye          | Provincia di Varese                | VA           | Varese   | 860 080                    | 1199          | 136            |

## Gazdaság

### Mezőgazdaság
Lombardia Olaszország egyik legfontosabb és legsűrűbben lakott gazdasági körzete. Mezőgazdasága jelentékeny, a Pó-síkságon intenzív gabonatermesztés, gyümölcstermesztés és tejtermelés folyik.

### Ipar
Iparában vezető szerepet játszik a textil, különösen a selyem gyártása. Emellett fontos ágazatok még a vas- és acélgyártás, a gépgyártás, a vegyipar, és a ruhaipar. Jelentősek vízerőművei. Ipari és kereskedelmi központja Milánó.

### Kereskedelem
Milánó egyike a világ legfontosabb pénzügyi és kereskedelmi központjainak: 2004-ben 241,2 milliárd euró volt a bruttó össztermelése ezzel a negyedik helyet foglalta el az európai nagyvárosok közötti rangsorolásban. A városban székel az Olasz Tőzsde (Borsa Italiana: S&P/MIB) valamint számos nagyvállalat: Alfa Romeo, Pirelli, Banca Popolare di Milano, Fastweb, Impregilo, Luxottica, Mediaset, Mediobanca, Arnoldo Mondadori Editore, Prysmian, Saipem, UniCredit stb.
Az európai pénzpiacon fontos szerepet töltenek be a milánói bankok. Az úgynevezett lombard hitel (kézizáloghitel) elsőként Milánóban honosodott meg.
A város számos divatháznak ad otthont, ezzel Milánó a világ egyik divatközpontjának számít: Armani, CoSTUME NATIONAL, Dolce & Gabbana, Etro, Fiorucci, Geox, La Rinascente, Luxottica, Missoni, Prada, Luciano Soprani, Versace, Ermenegildo Zegna. A divat közel 3%-át adja a város gazdaságának. A milánói divat fő utcája a Via Montenapoleone.

### Turizmus
Gazdaságának egyik motorja az idegenforgalom, a régió több mint 7 millió vendéggel dicsekedhet minden esztendőben. A terület turisztikai vonzereje igen sokrétű: 
- A művészet és kultúra központjai meghatározó erőt képviselnek az idegenforgalmi szektorban, élenjáró városai Brescia, Bergamo, Mantova, Milánó.
- Az előalpesi tavak vidéke izgalmas vonzerő a festői falvacskák és üdülőhelyek kedvelői számára, ilyenek a Garda-tónál Desenzano, Sirmione és Gardone Riviera, a Comói-tó mellett Bellagio és Menaggio, az Iseói-tónál Lovere stb.
- Látogatott téli hegyi településeken próbálhatják az aktív turizmus örömeit a sielők az Alpokban és az Előalpokban: Bormio (alta Valtellina), Livigno (valle Livigno), Aprica (Valtellina), Ponte di Legno (Camonica-völgy), Selvino (Val Seriana) stb. a legnépszerűbb téli üdülőhelyek.
- A termálturizmus legismertebb úticélja Darfo Boario Terme (Camonica-völgy).

## Oktatás
Egyetemek a régióban:
- Politecnico di Milano Archiválva 2021. május 1-i dátummal a Wayback Machine-ben (Milánó)
- Università Bocconi (Milánó)
- Università Carlo Cattaneo LIUC (Castellanza)
- Università Cattolica del Sacro Cuore Archiválva 2015. április 3-i dátummal a Wayback Machine-ben (Milánó)
- Università degli Studi di Milano
- Università degli Studi Milano Bicocca (Milánó-Monza)
- Nyelvek és Kommunikációs Szabadegyetem IULM (Milánó)
- Università Vita-Salute San Raffaele (Milánó)
- Università degli Studi di Bergamo
- Università degli Studi di Brescia
- Università degli Studi di Mantova
- Università degli Studi di Pavia
- Università degli Studi dell'Insubria (Varese-Como)

## Híres emberek
- Carlo Porta – költő
- Cesare Beccaria – jogtudós, író
- Giuseppe Parini – költő
- Carlo Cattaneo – filozófus, író, politikai aktivista
- Carlo Emilio Gadda – író
- Pietro Verri – közgazdász, történész, filozófus, író
- Giovanni Berchet – költő
- Alessandro Manzoni – költő
- Giornalismo
- Gianni Brera – sportújságíró, novellista
- Claudio Abbado – karmester, zongoraművész
- Nanni Svampa – énekes, író és színész
- Giorgio Gaber – énekes, zeneszerző
- Cochi e Renato – zenész és vígjátéki előadópáros
- Enzo Jannacci – énekes-dalszerző, kabaréművész, zongorista, színész
- Adriano Celentano – énekes, színész
- Davide Van De Sfroos – énekes-dalszerző, gitáros és író
- Charlie Cinelli – énekes, basszusgitáros
- I Legnanesi – lombardul, legnanói dialektusban játszó színházi társulat
- Antonio Greppi – író, politikus

## Turizmus

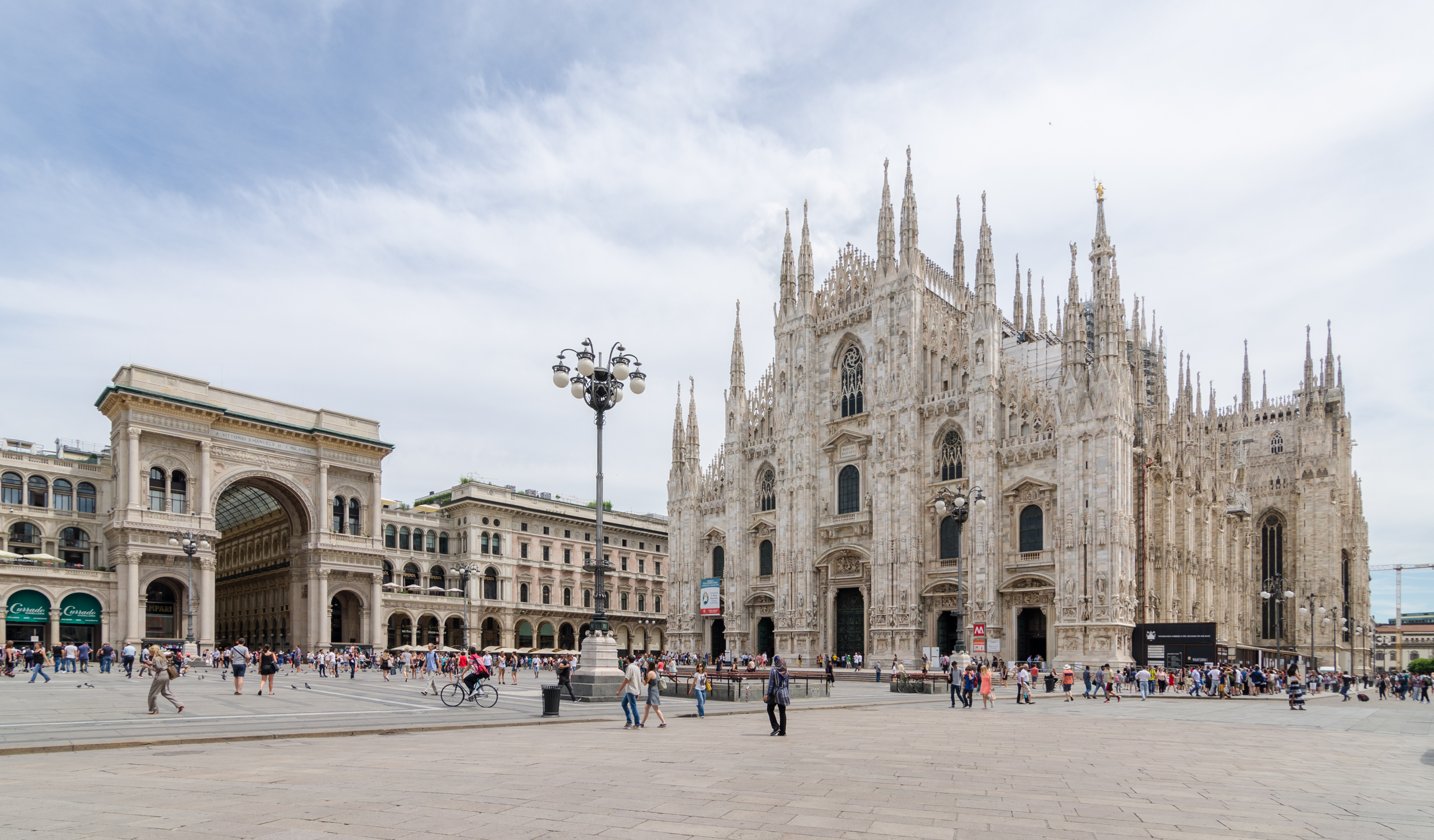
Milánó, a székhely
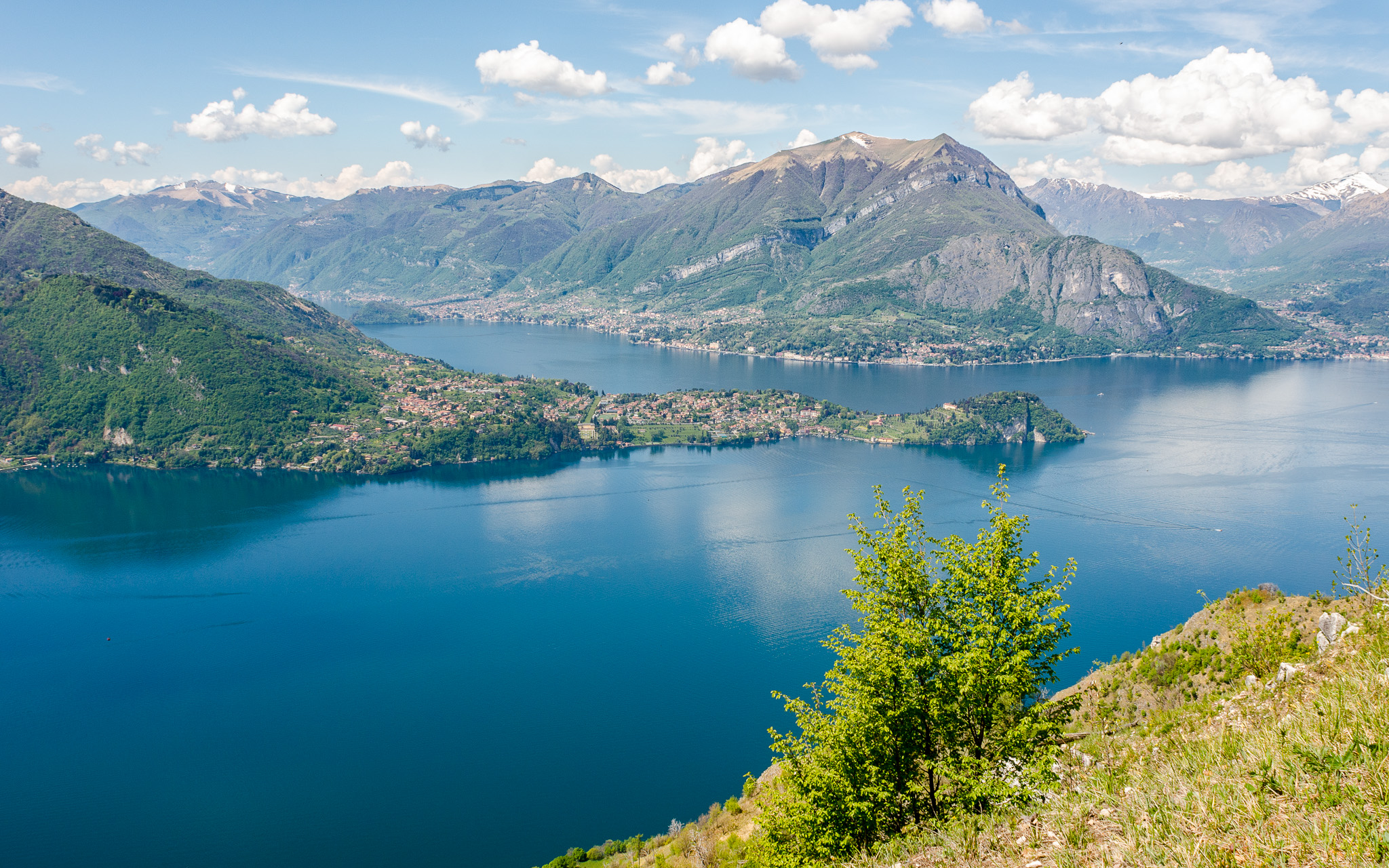
A Comói-tó
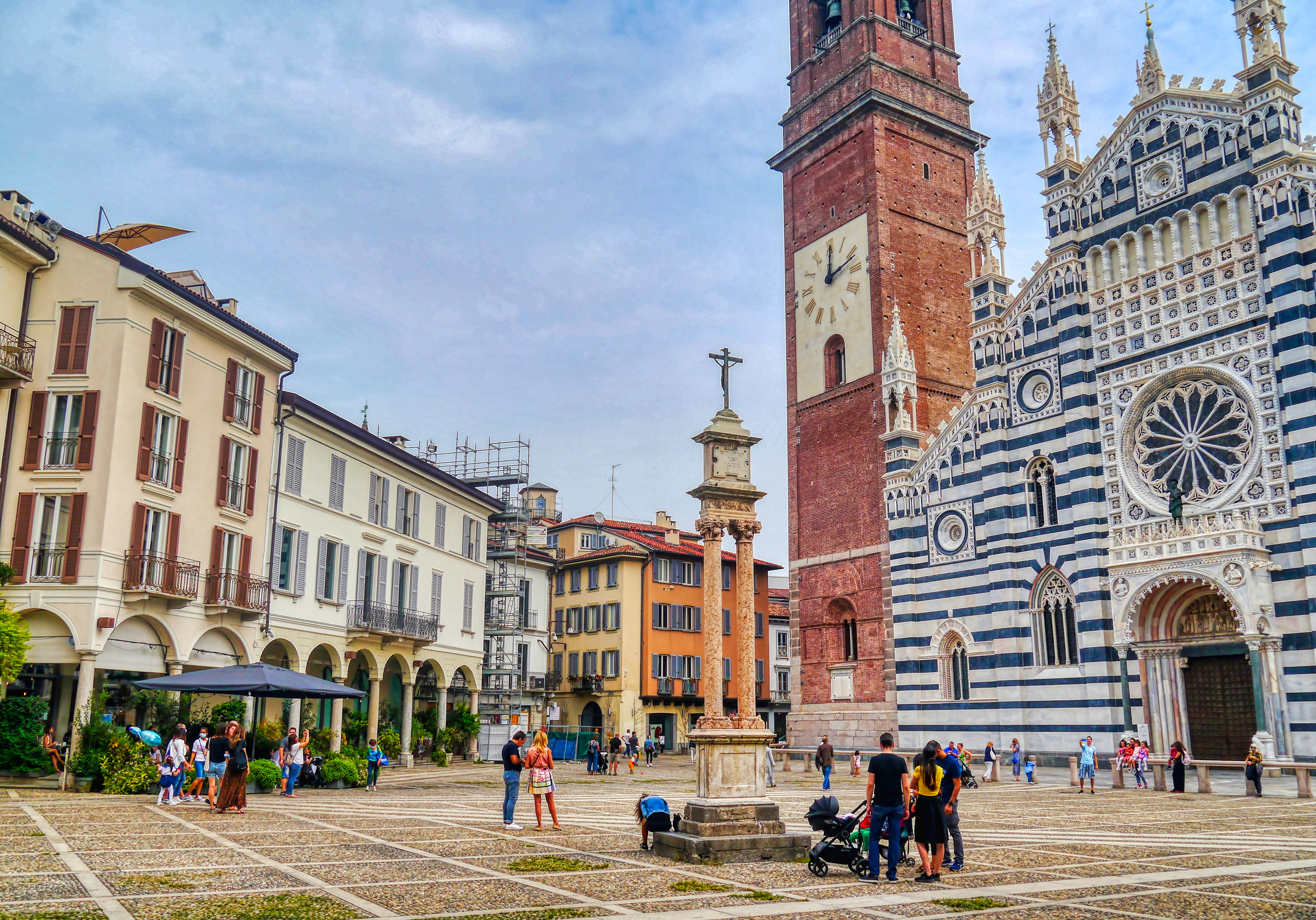
A Dóm-tér Monzában
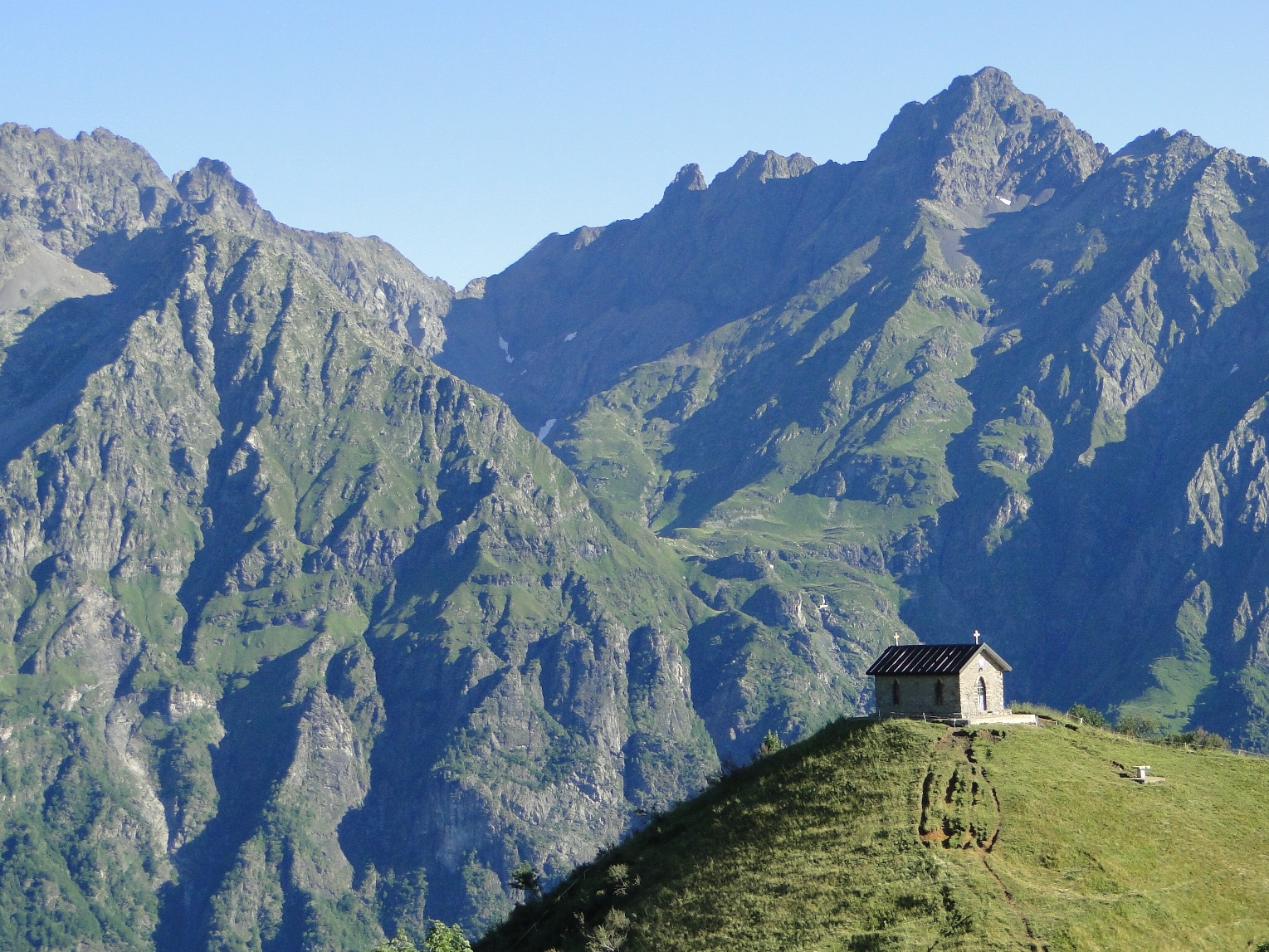
A Pizzo Coca, a legmagasabb csúcs a Bergamói-Alpokban
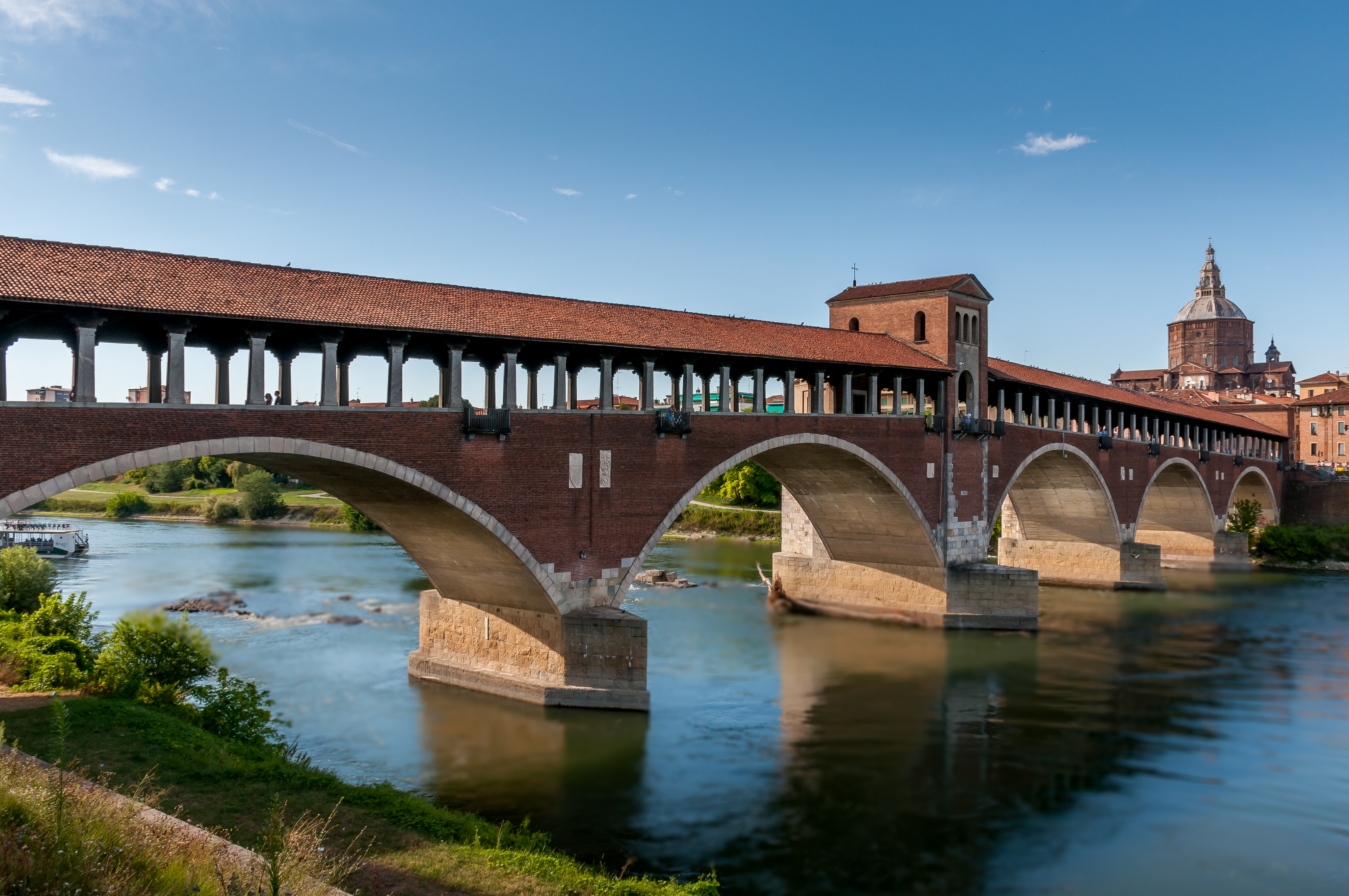
A Ponte Coperto Paviaban